# 沃利齊亞-巴里洛瓦
50°20′42″N 24°48′56″E / 50.34500°N 24.81556°E
沃利齊亞-巴里洛瓦（烏克蘭語：Волиця-Барилова），是烏克蘭西部的村莊，隸屬利維夫州的舍普季茨基區。該村面積0.39平方公里，海拔高度204米，2001年人口170，人口密度每平方公里440.41人。